# Толлман, Патриша
Патриция Дж. Толлман (англ. Patricia Tallman; род. 4 сентября 1957, Понтиак, Иллинойс) — актриса, каскадёр и руководитель студии, наиболее известная своими ролями в фильмах «Ночь живых мертвецов» и «Вавилон-5». Она является бывшим генеральным директором и исполнительным продюсером студии JMS.

## Биография

### Ранние годы
Патрисия — дочь радиоведущего Джерри Толлмана , Она окончила старшую школу Glenbard West в поселке Глен-Эллине, Иллинойс, в 1975 году и получила степень бакалавра в области изобразительного искусства по программе театрального искусства университета Карнеги-Меллона.

### Карьера
На телевидении Толлман снималась в сериале «Поколения». Позже она сыграла главные роли в фильмах «Сказки с Темной стороны», а также в научно-фантастических сериалах «Звездный путь: Следующее поколение», «Звездный путь: Глубокий космос, девять» и «Звездный путь: Вояджер». Как актриса и каскадер, она работала над 50 эпизодами по всей франшизе «Звездный путь». Толлман сыграла Литу Александр в пилотной серии «Вавилон-5», появляясь во втором и третьем сезонах и снимаясь в четвёртом и пятом сезонах. Толлман сотрудничала с коллегой-выпускником университета Карнеги-Меллона Джорджем А. Ромеро в нескольких фильмах, включая «Рыцари-наездники», «Обезьяна-убица» и «Калейдоскоп ужасов» (в которых Толлман исполняла трюки).
В 1990 году Толлман снималась в роли Барбары в ремейке фильма 1968, «Ночь живых мертвецов» снятым Томом Савини. В 1992 она играла Одержимую Ведьму под тяжёлым гримом в культовой классической Армии Тьмы, а также ведьму в современных сценах.
В 1993 году самая известная трюковая работа Толлман стала дублёром для Лоры Дерн в Парке Юрского периода Стивена Спилберга. Кроме того, она исполняла трюки для Лорел Холломан, которая исполняла роль охотницы на вампиров Джастин Купер в сериале «Ангел», фотография Толлман также использовалась в качестве фотографии мертвой сестры-близнеца Джастин Купер. В 2001 году в сериале «Шина — королева джунглей» она сыграла роль злодейки Кэролайн Дула.
Толлман появляется в психологическом короткометражном фильме ужасов 2002 года «Дженнифер мертва», чёрной комедии «Ради бога!» и в гостевых роликах «Без следа» и «Касл». Толлман появилась в фильме «Неразделимый» (2008) и фильме ужасов «Мёртвый эфир» (2009). Толлман исполнила роль Холли в фильме «Атлант расправил плечи: часть II» (2012).
В 2011 году Толлман опубликовала свою автобиографию «Пороги удовольствия» — «Мемуары Вавилона-5 Патриции Толлман».
В 2012 году Толлман стала генеральным директором и исполнительным продюсером студии JMS в партнерстве со своим тогдашним парнем Дж. Майклом Стражински, создателем научно-фантастического телесериала, в котором она впервые привлекла внимание, «Вавилон-5» (1993—1998). В 2013 году она покинула компанию.
В мае 2014 года Толлман сыграла мужскую роль Леспера в театральной постановке «Калейдоскопа» Рэя Брэдбери на первом ежегодном фестивале одноактной научной фантастики в Лос-Анджелесе.
В 2016 году Толлман основала Quest Retreats, компанию по организации приключенческих VIP-путешествий, которая ежегодно проводит мероприятия на Гавайях, в Лондоне, Новой Зеландии и Южной Африке.

## Личная жизнь
Толлман встречалась с Андреа Рогантини, когда тот был исполнительным шеф-поваром в ресторане Prego в Лос-Анджелесе. Рогантини — отец её единственного ребёнка, сына по имени Джулиан Толлман. Толлман позже встречается с Джеффри Уиллертом, когда она снималась в «Вавилоне-5» (1993—1998), где он был помощником продюсера. Они поженились в 1999 году, спустя несколько лет расстались и развелись в 2008 году.
Толлман также встречалась с Дж. Майклом Стражински (JMS), на съёмках созданного им сериала «Вавилон-5». Они вступили в отношения спустя некоторое время после того, как Стражински расстался со своей женой, Кэтрин М. Дреннан, в 2002 году. Толлман работала генеральным директором и исполнительным продюсером студии JMS, но оставила Стражински и его студию в 2013 году. Она заявила, что этот период оставил у неё «темное темное место», но спустя некоторое время вернулась наслаждаться фантастическим жизненным опытом.
Толлман — ведущий сборщик финансовой поддержки для Penny Lane, центра для детей, подвергшихся насилию в Калифорнии. Вот уже более 22 лет Толлман проводит ежегодный конкурс «Будь игрушкой Санта-Клауса».

## Избранная фильмография
| Год  | Название                           | Роль                                       | Примечание |
| ---- | ---------------------------------- | ------------------------------------------ | --- |
| 1981 | Рыцари на колесах                  | Джули                                      | |
| 1982 | Застрял в тебе                     | Королева Гвиневра                          | |
| 1988 | Сказки с темной стороны            | Дженис Перри                               | |
| 1988 | Обезьяна-убийца                    | Гость на вечеринке                         | |
| 1989 | Поколения                          | Кристи Рассел                              | |
| 1989 | Дом у дороги                       | Участница круппы                           | |
| 1989 | Сослан на планету Земля            | Френсис                                    | |
| 1990 | Ночь живых мертвецов               | Барбара                                    | |
| 1990 | Флэш                               | Похитительница                             | |
| 1992 | Армия тьмы                         | Одержимая ведьма                           | |
| 1992 | Перстень мушкетеров                | Самозванка                                 | роль для телефильма                                                                                           |
| 1992 | Сладкая справедливость             | Джози                                      | |
| 1993 | Вавилон-5: Сборы                   | Лита Александр                             | |
| 1993 | Преимущество сомнения              | Мать Карен                                 | |
| 1993 | Звёздный путь: Следующее поколение | Различные роли                             | Эпизоды «Стержень времени», «Бомба на корабле», «Силовые игры» а также работа каскадером в различных эпизодах |
| 1993 | Звёздный путь: Глубокий космос 9   | Медсестра Тагана / Офицер по оружию / Нима | Эпизоды «Муза», «Путь воина», «Линия фронта» а также работа каскадером в различных эпизодах                   |
| 1994 | Клиффорд                           | Бортпроводница                             | |
| 1995 | Вавилон-5                          | Лита Александр                             | Пилотный эпизод и появление во всех сезонах                                                                   |
| 1996 | Звездный путь: Вояджер             | разные роли                                | Эпизоды «Любимый сын», «Основы: часть 1», а также работа каскадером в дальнейших эпизодах                     |
| 2001 | Шина — королева джунглей           | Кэролайн Дула                              | |
| 2007 | Ради бога!                         | Алиса Фокс                                 | |
| 2008 | Неразделимый                       | Доктор Кляйн                               | |
| 2009 | Мертвый эфир                       | Люси                                       | |
| 2010 | Касл                               | Вивиан Мерчанд                             | «Он мёртв, она мертва»                                                                                        |
| 2012 | Атлант расправил плечи. Часть 2    | Холли                                      | |
| 2014 | Мыслить как преступник             | Капитан Марго Нолан                        | Эпизод «1000 солнц»                                                                                           |
| 2017 | Роза — это Роза — это Роза         | Роза Йенсен                                | [ 18 ] |

## Музыкальные записи
- The Be Five — Trying to Forget